# يورغن فان دن برويك
يورغن فان دن برويك (بالهولندية: Jurgen Van den Broeck)‏ ولد بتاريخ 1 فبراير 1983 في بلجيكا، هو دراج بلجيكي في صنف سباق الدراجات على الطريق. شارك في دورة الألعاب الأولمبية الصيفية.

## سجل النتائج

### المراكز
- حقق المركز الـ 7 في طواف إيطاليا 2008
- حقق المركز الـ 4 في طواف إينكو 2009
- حقق المركز الـ 3 في سباق طواف فرنسا 2010
- حقق المركز الـ 10 في طواف إقليم الباسك 2010
- حقق المركز الـ 4 في كريثيديا دو دوفين 2011
- حقق المركز الـ 8 في طواف إسبانيا 2011
- حقق المركز الـ 3 في فولتا كاتالونيا 2012
- حقق المركز الـ 4 في سباق طواف فرنسا 2012
- حقق المركز الـ 5 في كريثيديا دو دوفين 2012
- حقق المركز الـ 7 في طواف روماندي 2013
- حقق المركز الـ 9 في فولتا كاتالونيا 2013
- حقق المركز الـ 3 في كريثيديا دو دوفين 2014

## الميداليات
| الميدالية | المسابقة                                    |
| --------- | ------------------------------------------- |
| ذهبية     | بطولة العالم لسباق الدراجات على الطريق 2001 |

## وصلات خارجية
- الموقع الرسمي

## روابط خارجية
- يورغن فان دن برويك على موقع الاتحاد الدولي للدراجات (الإنجليزية)
- يورغن فان دن برويك على موقع أرشيف الدراجات (الإنجليزية)
- يورغن فان دن برويك على موقع إحصائيات الدراجات الإحترافية (الإنجليزية)
- يورغن فان دن برويك على موقع نسبة الدراجات (الإنجليزية)
- يورغن فان دن برويك على موقع CycleBase (الإنجليزية)
- يورغن فان دن برويك على موقع أوليمبيديا (الإنجليزية)